# Bombus mexicanus
Bombus mexicanus es una especie de abejorro. Es originaria de México y América Central, con ocurrencias hasta Colombia y Ecuador.
Este abejorro vive en bosques húmedos de montaña, bosques tropicales de tierras bajas y plantaciones. Es más común entre 400 y 1000 metros de altura. Es un polinizador de plantas de guayaba y café.
Esta especie ha enfrentado disminuciones significativas. Su rango actual es menos del 17% de su rango histórico. Las amenazas a su supervivencia incluyen la pérdida de hábitat debido a las prácticas agrícolas, incluida la ganadería y el uso de productos químicos. Se asocia con plantas nativas locales, que también enfrentan una gran disminución de la población.